# Jessic Ngankam
Ngankam Jessic Gaïtan Ngankam, noto semplicemente come Jessic Ngankam (Berlino, 20 luglio 2000), è un calciatore tedesco, attaccante dell'Hannover 96, in prestito dall'Eintracht Francoforte, e della nazionale Under-21 tedesca.

## Biografia
Nato a Berlino da genitori di origine camerunese, è fratello di Roussel, anch'egli calciatore.

## Caratteristiche tecniche
È un centravanti dotato di molta velocità e di un dribbling che sfruttando la sua agilità da parecchi problemi agli avversari. Per questi motivi è anche impiegato come ala di attacco o sottopunta. 
È adatto a un gioco con molte ripartenze infatti è un buon finalizzatore sotto porta.

## Carriera

### Club

#### Hertha Berlino e prestito Greuther Fürth
Acquistato dall'Hertha Berlino all'età di 6 anni, ha percorso tutta la trafila delle selezioni giovanili del club tedesco fino a raggiungere la promozione nella seconda squadra al termine della stagione 2018-2019. Nella prima metà del campionato successivo si è messo in mostra in Fußball-Regionalliga collezionando 11 gol ed altrettanti assist in 22 presenze, guadagnandosi così alcune convocazioni in prima squadra.
Ha debuttato fra i professionisti il 16 maggio 2020 disputando l'incontro di Bundesliga vinto 3-0 contro l'Hoffenheim, sostituendo Dodi Lukebakio al minuto 79.
L'8 luglio 2021 viene ceduto in prestito al Greuther Fürth.

#### Eintracht Francoforte e Magonza
Il 14 luglio 2023 viene ceduto a titolo definitivo all'Eintracht Francoforte.
Il 1º febbraio 2024 passa in prestito fino al termine della stagione al Magonza.

### Nazionale
Con la nazionale tedesca Under-17 ha preso parte al campionato mondiale di categoria del 2017. Successivamente ha giocato anche nelle nazionali giovanili tedesche Under-18 ed Under-21.

## Statistiche
Statistiche aggiornate al 2 febbraio 2024.

### Presenze e reti nei club
| Stagione                 | Squadra                  | Campionato               | Campionato | Campionato | Coppe nazionali | Coppe nazionali | Coppe nazionali | Coppe continentali | Coppe continentali | Coppe continentali | Altre coppe | Altre coppe | Altre coppe | Totale | Totale | Totale |
| Stagione                 | Squadra                  | Comp                     | Pres       | Reti       | Comp            | Pres            | Reti            | Comp               | Pres               | Reti               | Comp        | Pres        | Reti        | Pres   | Reti   |        |
| ------------------------ | ------------------------ | ------------------------ | ---------- | ---------- | --------------- | --------------- | --------------- | ------------------ | ------------------ | ------------------ | ----------- | ----------- | ----------- | ------ | ------ | ------ |
| 2019-2020                | Hertha Berlino II        | RL                       | 22         | 11         |                 | -               | -               |                    | -                  | -                  |             | -           | -           | 22     | 11     |        |
| 2020-2021                | Hertha Berlino II        | RL                       | 3          | 1          |                 | -               | -               |                    | -                  | -                  |             | -           | -           | 3      | 1      |        |
| 2022-2023                | Hertha Berlino II        | RL                       | 1          | 0          |                 | -               | -               |                    | -                  | -                  |             | -           | -           | 1      | 0      |        |
| Totale Hertha Berlino II | Totale Hertha Berlino II | Totale Hertha Berlino II | 26         | 12         |                 | -               | -               |                    | -                  | -                  |             | -           | -           | 26     | 12     |        |
| 2020-2021                | Hertha Berlino           | BL                       | 15         | 2          | CG              | 0               | 0               |                    | -                  | -                  |             | -           | -           | 15     | 2      |        |
| 2021-2022                | Greuther Fürth           | BL                       | 6          | 2          | CG              | 0               | 0               |                    | -                  | -                  |             | -           | -           | 6      | 2      |        |
| 2022-2023                | Hertha Berlino           | BL                       | 18         | 4          | CG              | 0               | 0               |                    | -                  | -                  |             | -           | -           | 18     | 4      |        |
| Totale Hertha Berlino    | Totale Hertha Berlino    | Totale Hertha Berlino    | 33         | 6          |                 | 0               | 0               |                    | -                  | -                  |             | -           | -           | 33     | 6      |        |
| 2023-gen. 2024           | Eintracht Francoforte    | BL                       | 15         | 0          | CG              | 2               | 2               | UECL               | 6                  | 1                  | -           | -           | -           | 23     | 3      |        |
| gen.-giu-2024            | Magonza                  | BL                       | 0          | 0          | CG              | 0               | 0               |                    | -                  | -                  |             | -           | -           | 0      | 0      |        |
| Totale carriera          | Totale carriera          | Totale carriera          | 80         | 20         |                 | 2               | 2               |                    | -                  | -                  |             | -           | -           | 88     | 23     |        |